# Høvdingebold
 For alternative betydninger, se Høvdingebold (flertydig). (Se også artikler, som begynder med Høvdingebold)
 Denne artikel omhandler overvejende eller alene danske forhold. Hjælp gerne med at gøre artiklen mere almen.
Bør udviddes med internationale variationer af spillet, da de beskrevne regler afviger fra dem, der er oppe i populære film for tiden, eksempelvis Dodgeball: A True Underdog Story
Høvdingebold er en leg og holdsport, der primært kendes fra de lavere klassetrin i folkeskolen. Reglerne for høvdingebold har mange variationer, men fælles for dem alle er, at der er to hold, hvor spillerne skal undgå af blive ramt af bolde kastet af modstanderne.
Reglerne er enkle, og alle kan spille mod alle uanset køn og alder fordi der er forskellige roller på holdet, og ingen kan undværes.
I den kendte udgave fra TV er man delt op i to hold – hvert hold har en høvding, hvis opgave er at stå bag modstanderne. Hvis alle spillerne på ens hold er "døde", er det høvdingens sidste opgave at skulle ud i marken og fungere som en almindelig kriger. Det hold, som først får dræbt alle på modsatte hold, vinder runden. En overset regel er at man ikke må have den samme høvding 2 gange i træk. Hvis man gør det er der en således omkamp hvor holdet der ikke snød starter med bolden.  

## Regler
- Banen skal være ca. på størrelse med en basketballbane, men kan være mindre, hvis antallet af deltagere er begrænset. Hjørnerne og midterlinjen afmærkes.
- De to hold placerer sig på hver sin banehalvdel, og en spiller fra hvert hold stiller sig bagved modstanderholdets baglinje. Disse to spillere er "høvdinge".
- Det er høvdingenes opgave at ramme det andet holds spillere med bolden. Når en spiller er blevet ramt, skal denne spiller stille sig ned bagved baglinjen hos sit eget holds høvding og hjælpe denne høvding med at ramme spillere på banen.
- Man er kun ramt, hvis man rammes direkte af bolden fra høvdingen. Hvis den rammer gulvet eller væggen først, eller har ramt en anden spiller, er man således ikke ramt.
- Griber man en angribende bold, dør angriberen. Gribes en angribende bold af høvdingen, er en af holdes spillere levende.
- Rammes man i hovedet, dør angriberen selv.

Høvdingens eget hold hjælper med at få fat i bolden og kaster den tilbage til høvdingen.
Ingen af spillerne må naturligvis krydse midterlinjen. Gør man det alligevel, skal bolden overdrages til det andet hold.
Spillet er slut, når et hold ikke har flere spillere på banen. Man kan også spille efter tid, således at det hold der har flest spillere på banen, når tiden er gået, har vundet.
2009 og 2010 er høvdingebold blevet til et underholdningsprogram på DR1.
2010 har DR samarbejdet med Dansk Skoleidræt og Nordea-fonden om at arrangere en høvdingeboldturnering for 4. og 5.-klasserne i landets skoler og i den forbindelse er der blevet lavet et undervisningsmateriale, som kan bruges til at tale med børnene om klassens sammenhold.